# Football Bourg-en-Bresse Péronnas 01
El Football Bourg-en-Bresse Péronnas es un equipo de fútbol de Francia que juega en el Championnat National, la tercera liga de fútbol más importante del país.

## Historia
Fue fundado en el año 1942 en la ciudad de Péronnas. La mayor parte de su historia la paso en la cuarta división Francesa más conocida como Championnat de France amateur 2 (CFA2), donde compitió por más de 50 años con equipos amateur, eso hasta que en la temporada 2011/12 quedaron en segundo lugar y lograron el ascenso a la Championnat National donde solo estuvieron 3 años, porque lograron un nuevo ascenso en la temporada 2014/15 a la Ligue 2 la segunda liga en importancia del fútbol francés, convirtiendo este ascenso como el valor más importante del pequeño equipo de la ciudad de Péronnas.
En febrero de 2018 encajó la mayor goleada de la historia de la Copa de Francia de Fútbol ante Olympique de Marsella: 0-9.

## Jugadores

### Jugadores destacados
- Baye Djiby Fall